# Жуличі (Польща)
Жуличі (Жуліце, пол. Żulice) — село в Польщі, у гміні Телятин Томашівського повіту Люблінського воєводства. Населення — 371 особа (2011).

## Історія

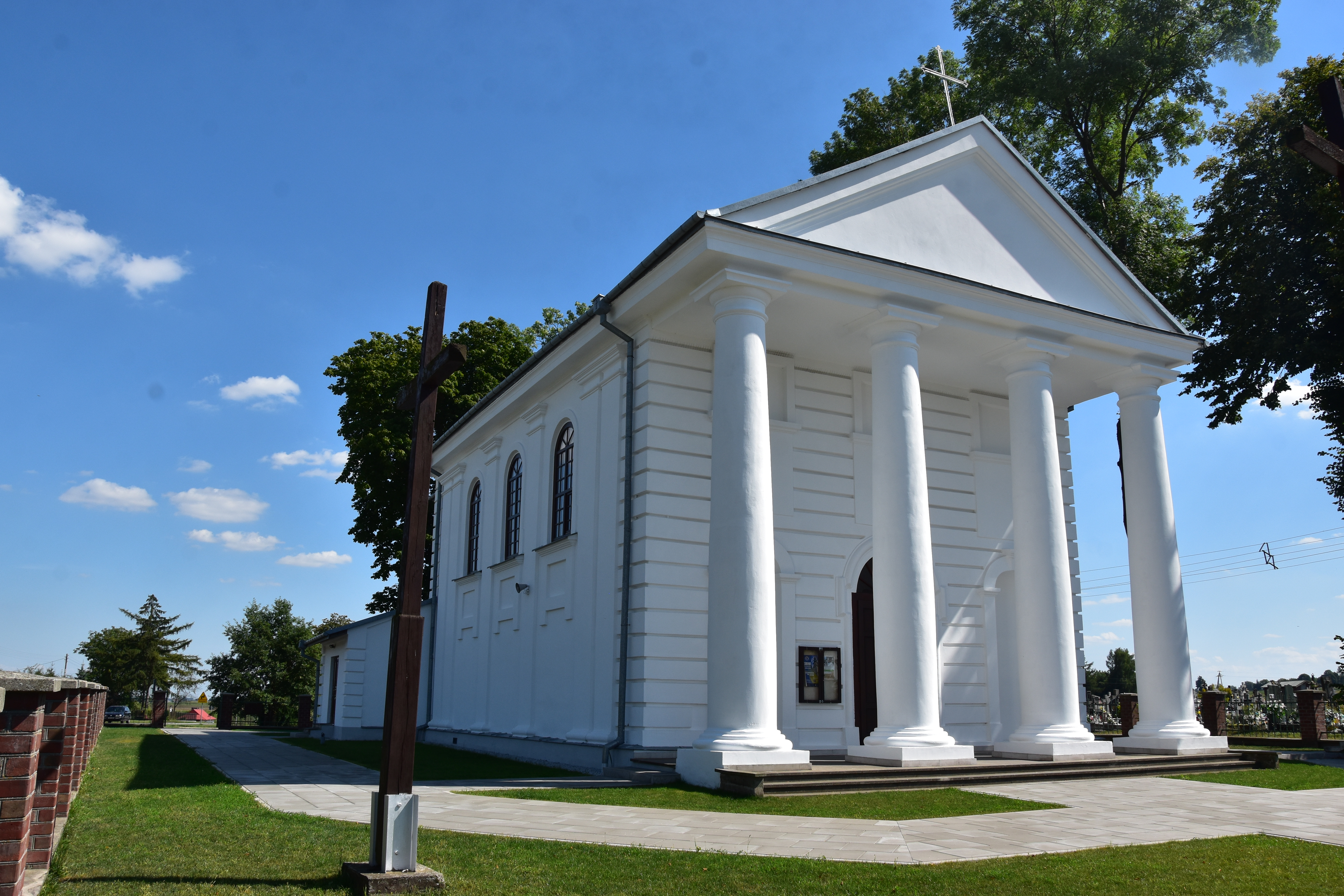
Колишня церква Воскресіння. Фото 2020 р.

Вперше існування церкви в селі відзначене у 1472 р.
Наступна згадка походить щойно з 1749 р. в зв'язку з участю священика у Білопольському соборі духовенства Холмської єпархії. У акті візитації 1775 р. описана дерев'яна будівля з трьома маківками на даху. За легендою, ця церква була збудована на цвинтарі, розташованому неподалік панської садиби. В роки володіння садибою дідича Вінцента Макомаського (початок XIX ст.) в нього проживала його племінниця Романовська з недорозвиненою донькою, яка боялася церковних дзвонів. Тому дідич Макомаський збудував на певній віддалі від села під лісом цегельню, в якій випалювали цеглу на нову муровану церкву, розташовану поряд з лісом, будівництво якої завершено у 1828 р. З 1875 р. православна.
За даними етнографічної експедиції 1869—1870 років під керівництвом Павла Чубинського, у селі здебільшого проживали греко-католики, усе населення розмовляло українською мовою.
Після першої світової війни церква перетворена на костел. В часах німецької окупації знову православна парафіяльна церква. У 1945 р. відремонтована і перетворена на костел.
У 1943—1944 роках польські шовіністи вбили в селі 18 українців. У серпні 1944 року місцеві мешканці безуспішно зверталися до голови уряду УРСР Микити Хрущова з проханням включити село до складу УРСР, звернення підписало 90 осіб.
У 1975—1998 роках село належало до Замойського воєводства.

## Демографія
У 1943 році в селі проживало 365 українців і 232 поляки.
Демографічна структура станом на 31 березня 2011 року:
|          | Загалом | Допрацездатний вік | Працездатний вік | Постпрацездатний вік |
| -------- | ------- | ------------------ | ---------------- | -------------------- |
| Чоловіки | 185     | 47                 | 119              | 19                   |
| Жінки    | 186     | 32                 | 107              | 47                   |
| Разом    | 371     | 79                 | 226              | 66                   |

## Особистості

### Народилися
- Петро Грицик (нар. 1944) — український живописець[8].